# Mare de Déu de la Pietat (Sant Llorenç de Morunys)
La Mare de Déu de la Pietat és una capella aixecada al seu moment fora muralles de la vila de Sant Llorenç de Morunys a la comarca del Solsonès.

## Arquitectura

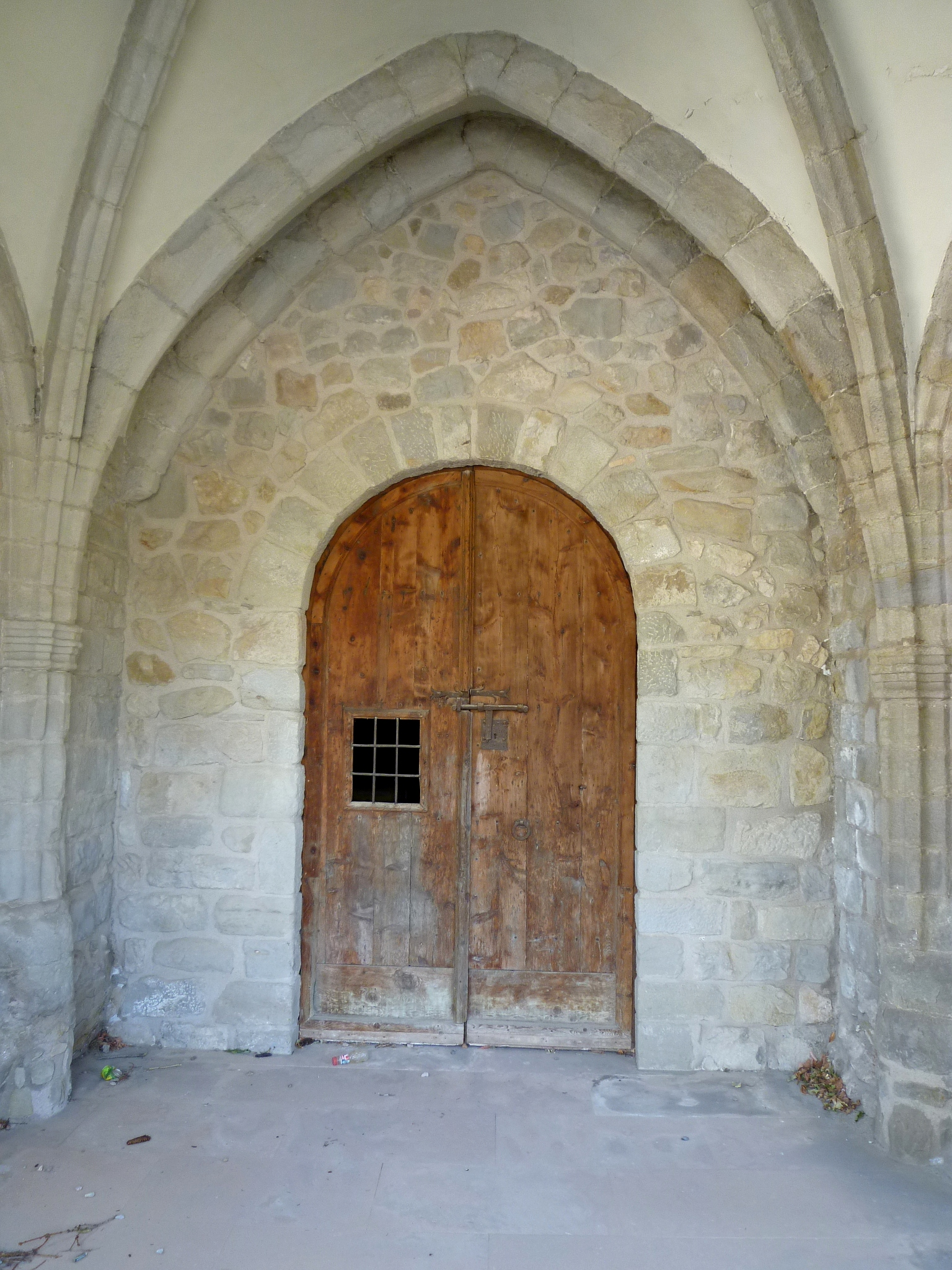
Porta d'entrada dins el porxo

De reduïdes dimensions, consta d'una sola nau amb dos trams a més d'un porxo. Els quatre ambients de l'interior estan coberts amb volta de creueria, amb senzilles claus de volta, algunes de les quals són refetes. Exceptuant els nervis de pedra, tot el parament està enguixat.
Després de la construcció original, la capella ha sofert notables modificacions. A mitjan segle xix , el porxo fou tapiat i, així, l'espai afegit, com un tram més, als peus de la nau. Un òcul en el mur que avui tanca l'antic porxo i una petita finestra a la capella lateral il·lumen tot l'espai. La façana i  l'espadanya, és una restauració del 1909, feta tal com es pensava que hauria sigut l'original. També la teulada va ser reformada i s'hi van afegir teules damunt la coberta de pedra, excepte a la part corresponent al porxo

## Retaule
El que té més interès és, sense cap mena de dubte, el retaule de la Pietat, del darrer corrent gòtic. És un conjunt amb tres carrers, el central més ample, i una predel·la de cinc compartiments. La taula central inclou la Pietat, amb les imatges dels donants, i al damunt, on és habitual, la passió de Jesús. Als carrers laterals, l'anunciació, la visitació, la dormició de la verge i la coronació. Els temes superiors es completen a la predel·la amb el naixement, l'epifania, la resurrecció de Crist, l'ascensió i la pentecosta. Francesc Solives va fer servir models característics del gòtic flamenquitzant, propers a l'art d'Huguet i de Pedro García de Benavarre.
La primera notícia documental de la capella de la Pietat fa referència al contracte d'un retaule el 1480 entre la família Piquer de Sant Llorenç de Morunys i el pintor de Banyoles Francesc Solives. D'aquesta dada cal deduir que la construcció de la capella és anterior, probablement del darrer terç del segle xv. Fou el matrimoni Joan Piquer (1433-1505) i Margarida Rovira, personatges que s'identifiquen amb els representats en el retaule, els qui feren construir la capella com a lloc de devoció privada.